# 基茲利夫卡
50°15′13″N 32°54′58″E / 50.25361°N 32.91611°E
基茲利夫卡（烏克蘭語：Кізлівка），是烏克蘭中部的村莊，隸屬波爾塔瓦州的盧布尼區。該村分別距離加利亞韋0.5公里和利波韋1.5公里，海拔高度112米，2001年該村落人口842。